# Christof Madinger

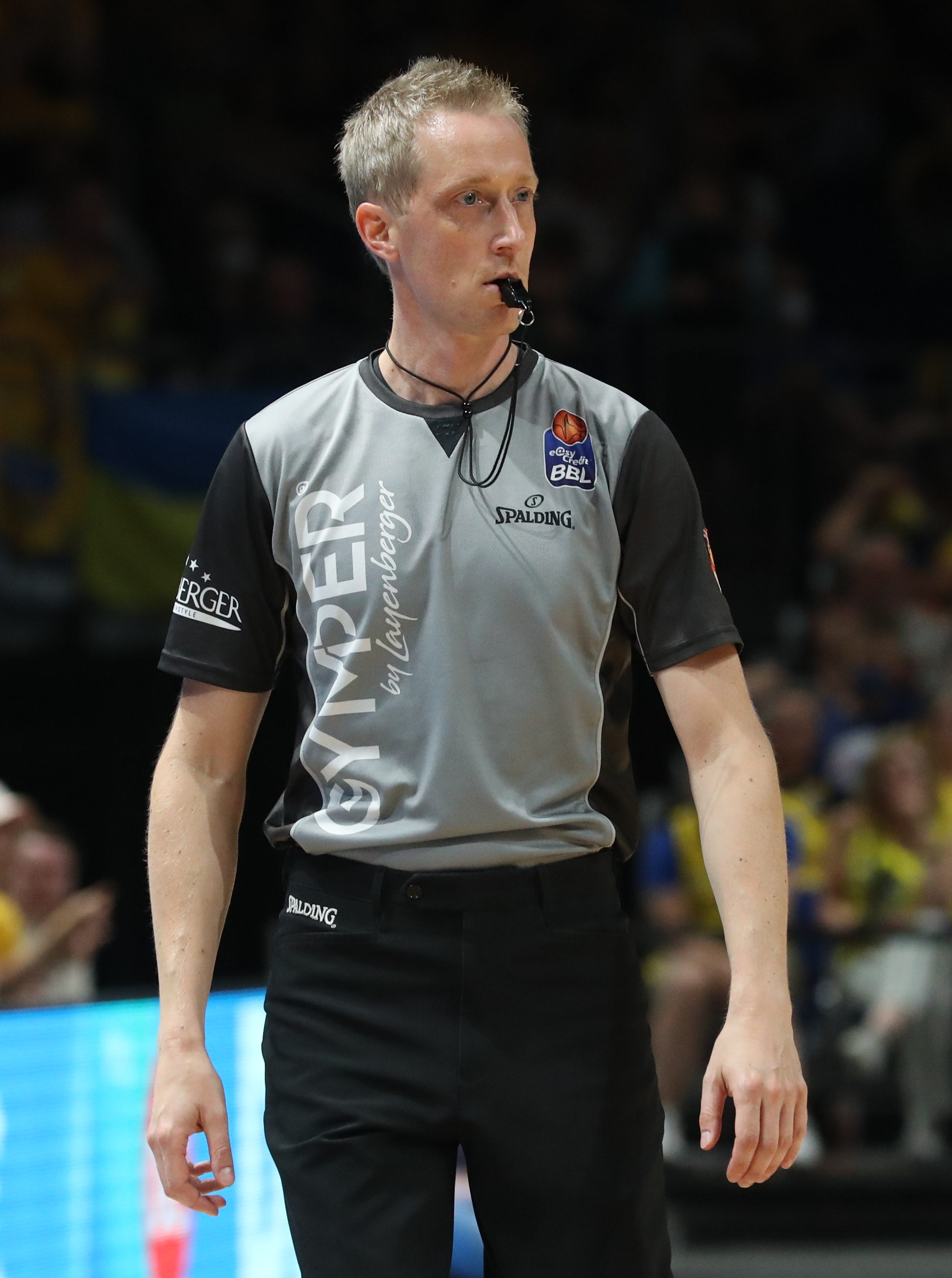
Christof Madinger (2022)

Christof Madinger (* 10. April 1982) ist ein deutscher Basketball-Schiedsrichter.

## Basketball
Madinger kommt aus Kronach in Oberfranken. Er leitet seit 2003 Spiele in der Basketball-Bundesliga und hat die Marke von 600 BBL-Spielen bereits überschritten. Im Jahr 2011 erlangte Madinger zudem die internationale Schiedrichterlizenz der FIBA und war im Anschluss bis 2018 bei internationalen Spielen und Turnieren im Einsatz.

## Berufliches
Nach dem Abitur studierte Madinger an der Julius-Maximilians-Universität Würzburg. 2012 wurde am Lehrstuhl für Lebensmittelchemie der Technischen Universität München seine Doktorarbeit Einfluss von Prozesstechnologie und Extraktionsverfahren auf wichtige Aromastoffe in Röstkaffee unter besonderer Berücksichtigung der Bildung und Stabilität von 2-Furanmethanthiol angenommen. Er ist beruflich als Betriebsleiter bei der Hohenstein-Gruppe tätig.